# Макс (Північна Дакота)
Макс (англ. Max) — місто (англ. city) в США, в окрузі Маклейн штату Північна Дакота. Населення — 331 особа (2020).

## Географія
Макс розташований за координатами 47°49′14″ пн. ш. 101°17′29″ зх. д. / 47.82056° пн. ш. 101.29139° зх. д. (47.820558, -101.291522).  За даними Бюро перепису населення США в 2010 році місто мало площу 2,01 км², уся площа — суходіл.

## Демографія
Згідно з переписом 2010 року, у місті мешкали 334 особи в 141 домогосподарстві у складі 90 родин. Густота населення становила 166 осіб/км².  Було 164 помешкання (82/км²).
Расовий склад населення:
| - 94,3 % — білих - 2,7 % — корінних американців |

До двох чи більше рас належало 3,0 %. Частка іспаномовних становила 0,3 % від усіх жителів.
За віковим діапазоном населення розподілялося таким чином: 24,6 % — особи молодші 18 років, 61,6 % — особи у віці 18—64 років, 13,8 % — особи у віці 65 років та старші. Медіана віку мешканця становила 37,7 року. На 100 осіб жіночої статі у місті припадало 102,4 чоловіків;  на 100 жінок у віці від 18 років та старших — 95,3 чоловіків також старших 18 років.
Середній дохід на одне домашнє господарство  становив 58 722 долари США (медіана — 53 750), а середній дохід на одну сім'ю — 74 815 доларів (медіана — 62 250). За межею бідності перебувало 8,5 % осіб, у тому числі 0,0 % дітей у віці до 18 років та 21,3 % осіб у віці 65 років та старших.
Цивільне працевлаштоване населення становило 165 осіб. Основні галузі зайнятості: освіта, охорона здоров'я та соціальна допомога — 20,6 %, сільське господарство, лісництво, риболовля — 18,8 %, будівництво — 18,2 %.